# اوراوا، استونی
اوراوا (به لاتین: Orava) یک روستا در استونی است که در دهستان وورو واقع شده‌است.

## نگارخانه

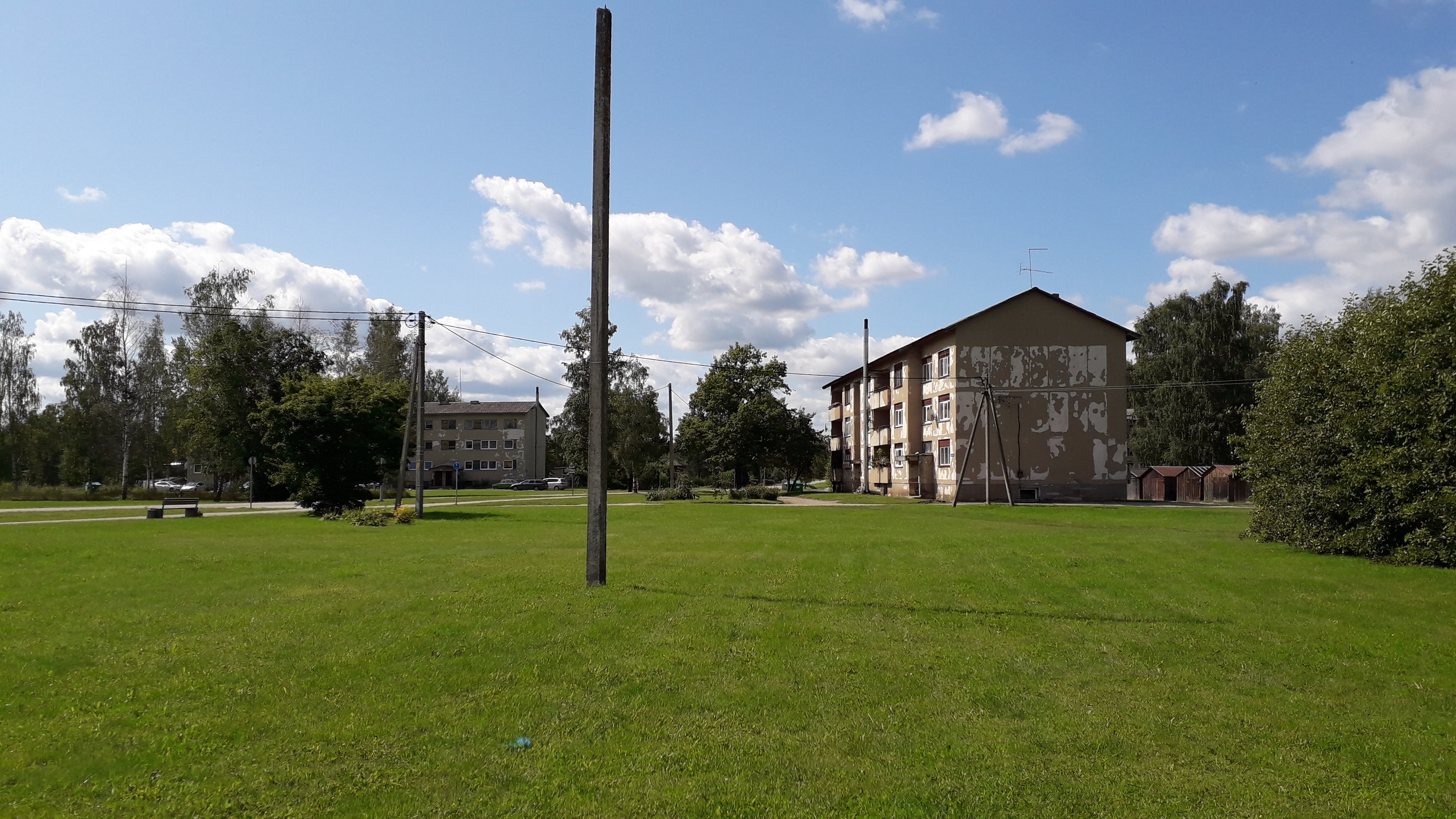
Orava village
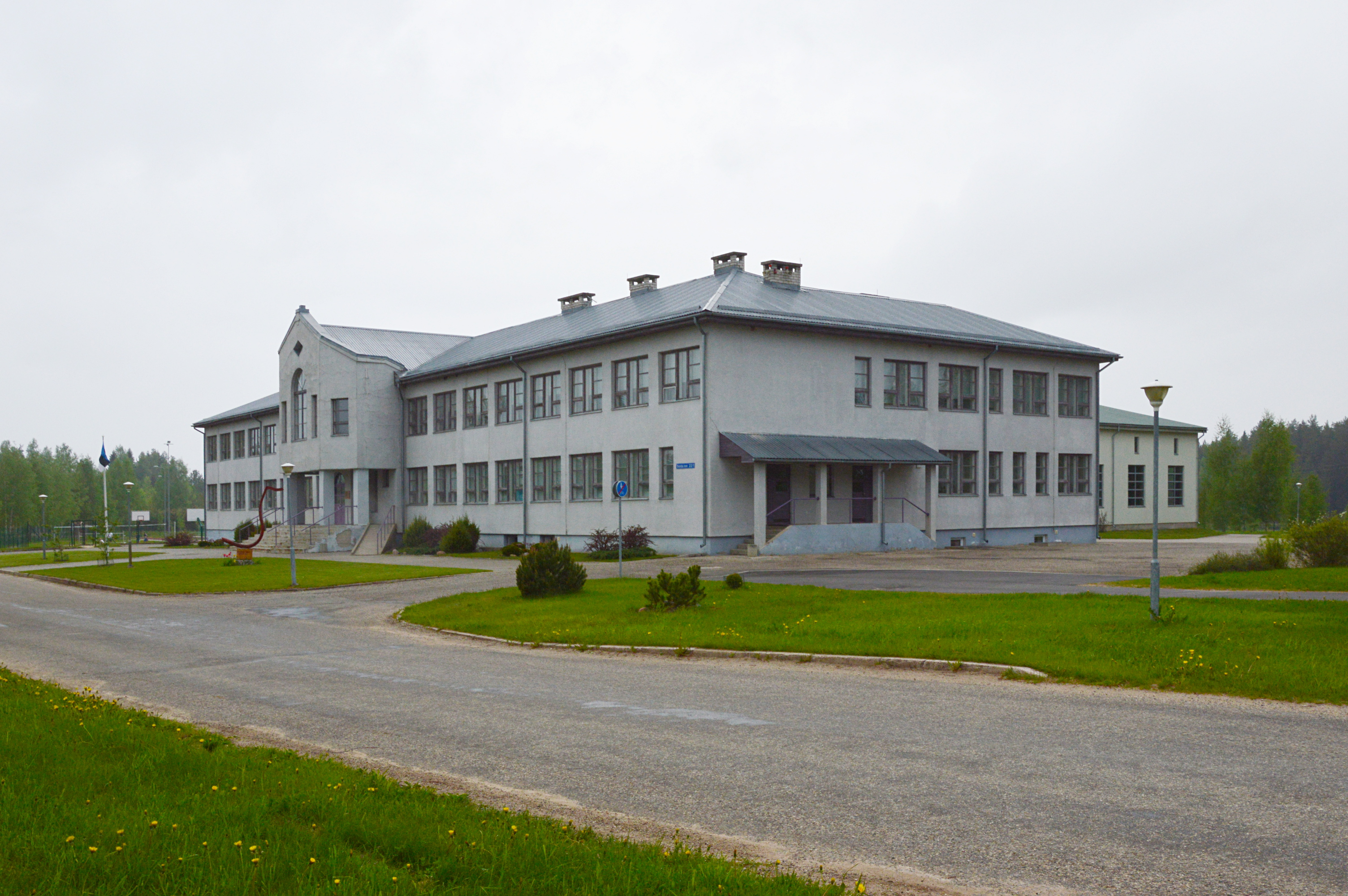
Orava school
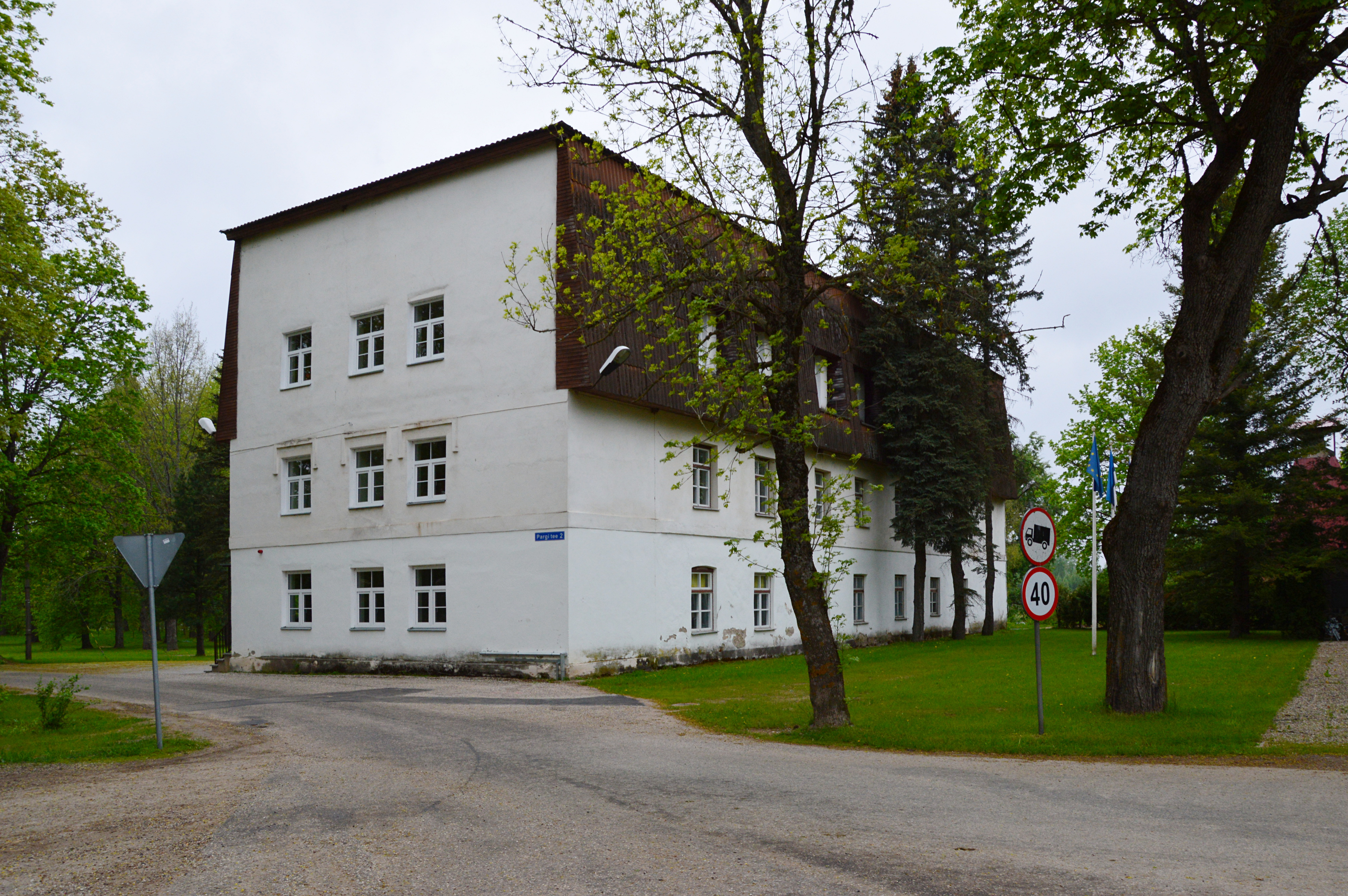
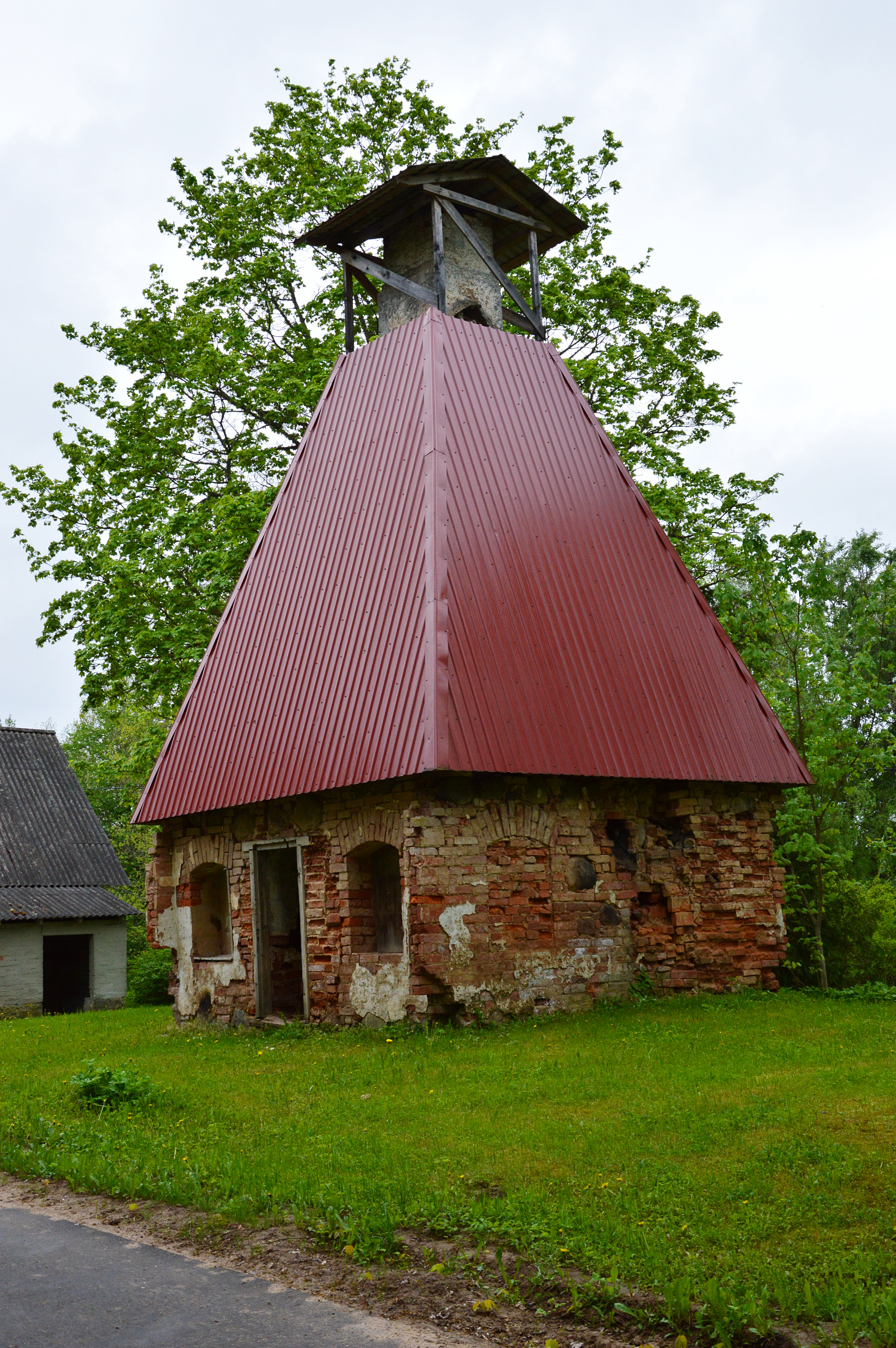
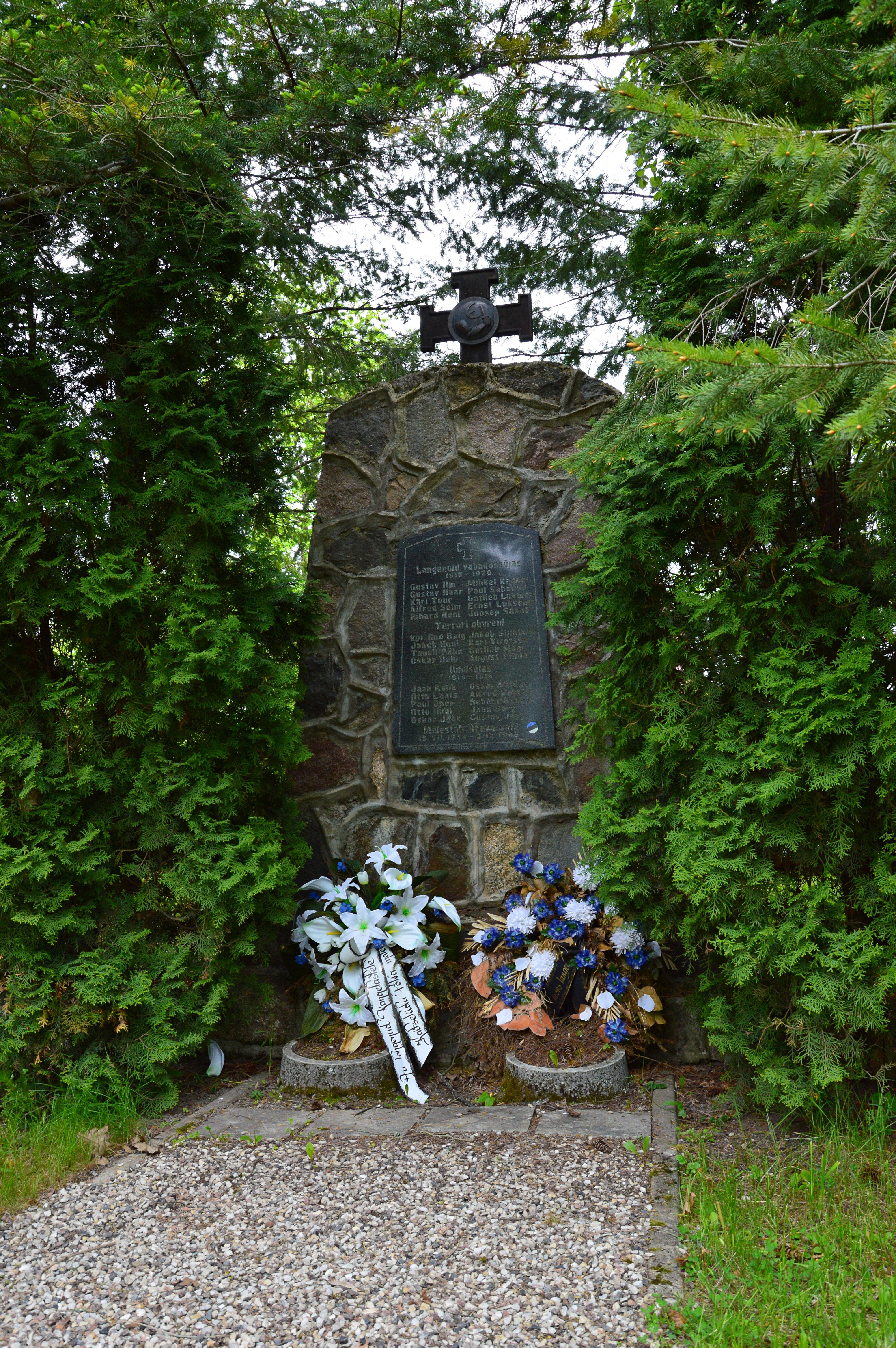